# Palacio fortificado de los Alderete
El palacio fortificado de los Alderete se encuentra en la población de Tordesillas, provincia de Valladolid, Castilla y León, España. En la actualidad todavía se pueden visitar los restos del castillo.

## Historia

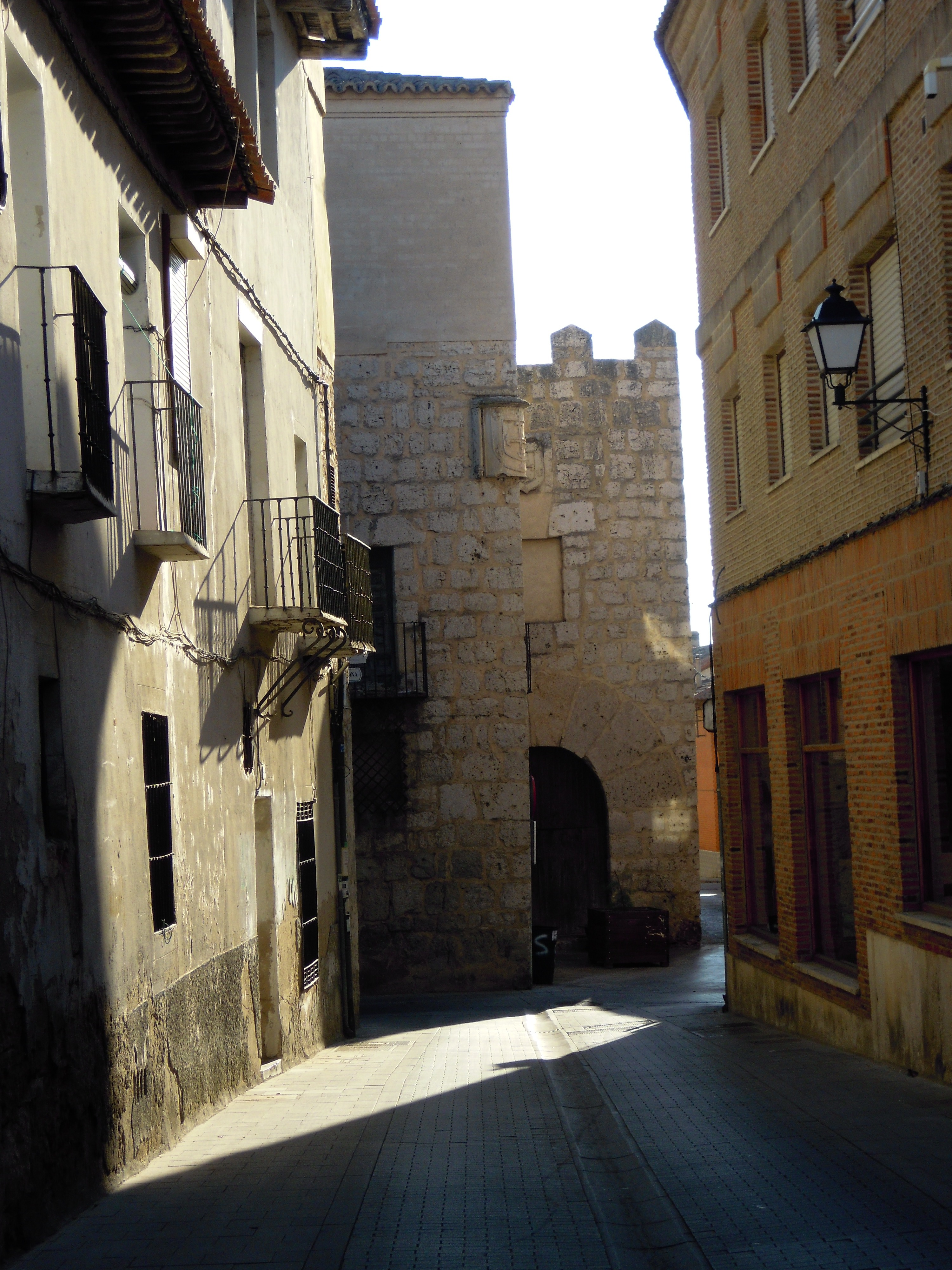
Una de las calles que da al palacio

Data del siglo XV y perteneció al regidor de la villa don Pedro González de Alderete.
Bajo la protección de la Declaración genérica del Decreto de 22 de abril de 1949, y la Ley 16/1985 sobre el Patrimonio Histórico Español.
Se realizan obras de reparación entre 2025 y 2026.

## Descripción
Es un edificio de piedra con aspecto de fortaleza, por sus almenas, que perteneció a la familia Alderete.
Se encuentra situado en la calle San Antolín, que une la iglesia del mismo nombre con la plaza Mayor de Tordesillas. Un pasadizo comunicaba el palacio con la iglesia de San Antolín, donde actualmente se halla la tumba de Pedro de Alderete, fundador de la capilla que constituye el panteón familiar.